# Europees kampioenschap basketbal mannen 1963
Eurobasket 1963 is het dertiende gehouden Europees Kampioenschap basketbal. Eurobasket 1963 werd georganiseerd door FIBA Europe. Zestien landen die ingeschreven waren bij de FIBA, namen deel aan het toernooi dat gehouden werd in 1963 te Wrocław, Polen. Het basketbalteam van de Sovjet-Unie werd de uiteindelijke winnaar.

## Eindklassement
1. Sovjet-Unie
2. Polen
3. Joegoslavië
4. Hongarije
5. Bulgarije
6. Duitse Democratische Republiek
7. Spanje
8. België
9. Israël
10. Tsjecho-Slowakije
11. Roemenië
12. Italië
13. Frankrijk
14. Finland
15. Turkije
16. Nederland

## Voorronde
De voorronde bestond uit zestien teams ingedeeld in twee groepen van acht. Elk team speelde een wedstrijd tegen een groepsgenoot. De winnaar van een wedstrijd behaalde twee punten, de verliezer kreeg één punt.

### Groep A
| Plaats | Land        | Pnt | W | V | PV  | PT  | Verschil |
| ------ | ----------- | --- | - | - | --- | --- | -------- |
| 1      | Joegoslavië | 14  | 7 | 0 | 608 | 472 | +136     |
| 2      | Hongarije   | 12  | 5 | 2 | 499 | 455 | +44      |
| 3      | Bulgarije   | 12  | 5 | 2 | 509 | 444 | +65      |
| 4      | België      | 11  | 4 | 3 | 520 | 512 | +8       |
| 5      | Italië      | 11  | 4 | 3 | 477 | 459 | +18      |
| 6      | Israël      | 9   | 2 | 5 | 463 | 505 | −42      |
| 7      | Nederland   | 8   | 1 | 6 | 453 | 588 | −135     |
| 8      | Turkije     | 7   | 0 | 7 | 405 | 499 | −94      |

| Joegoslavië | 107 - 62 | Nederland |
| Bulgarije   | 79 - 58  | Israël    |
| Hongarije   | 71 - 74  | Italië    |
| België      | 71 - 52  | Turkije   |
| Nederland   | 60 - 73  | Italië    |
| Bulgarije   | 71 - 52  | Turkije   |
| Hongarije   | 71 - 69  | België    |
| Joegoslavië | 80 - 73  | Israël    |
| Nederland   | 71 - 77  | België    |
| Israël      | 64 - 55  | Turkije   |
| Bulgarije   | 55 - 64  | Hongarije |
| Joegoslavië | 71 - 69  | Italië    |
| Joegoslavië | 97 - 67  | Turkije   |
| Italië      | 75 - 76  | België    |
| Nederland   | 71 - 99  | Bulgarije |
| Israël      | 73 - 80  | Hongarije |
| Turkije     | 42 - 50  | Hongarije |
| Israël      | 70 - 55  | Nederland |
| Italië      | 51 - 59  | Bulgarije |
| Joegoslavië | 95 - 62  | België    |
| België      | 72 - 80  | Bulgarije |
| Turkije     | 72 - 74  | Nederland |
| Italië      | 63 - 57  | Israël    |
| Joegoslavië | 82 - 73  | Hongarije |
| Hongarije   | 90 - 60  | Nederland |
| Turkije     | 65 - 72  | Italië    |
| België      | 93 - 68  | Israël    |
| Joegoslavië | 76 - 66  | Bulgarije |

### Groep B
| Plaats | Land                           | Pnt | W | V | PV  | PT  | Verschil |
| ------ | ------------------------------ | --- | - | - | --- | --- | -------- |
| 1      | Sovjet-Unie                    | 14  | 7 | 0 | 558 | 392 | +166     |
| 2      | Polen                          | 13  | 6 | 1 | 542 | 454 | +88      |
| 3      | Duitse Democratische Republiek | 11  | 4 | 3 | 468 | 469 | −1       |
| 4      | Spanje                         | 10  | 3 | 4 | 563 | 575 | −12      |
| 5      | Roemenië                       | 10  | 3 | 4 | 422 | 430 | −8       |
| 6      | Tsjecho-Slowakije              | 10  | 3 | 4 | 479 | 514 | −35      |
| 7      | Frankrijk                      | 8   | 1 | 6 | 427 | 521 | −94      |
| 8      | Finland                        | 8   | 1 | 6 | 399 | 503 | −104     |

| Frankrijk                      | 49 - 63  | Duitse Democratische Republiek |
| Sovjet-Unie                    | 75 - 53  | Finland                        |
| Spanje                         | 76 - 79  | Polen                          |
| Tsjecho-Slowakije              | 55 - 56  | Roemenië                       |
| Frankrijk                      | 72 - 79  | Tsjecho-Slowakije              |
| Spanje                         | 75 - 70  | Roemenië                       |
| Finland                        | 50 - 73  | Duitse Democratische Republiek |
| Sovjet-Unie                    | 64 - 54  | Polen                          |
| Finland                        | 45 - 78  | Tsjecho-Slowakije              |
| Sovjet-Unie                    | 76 - 52  | Duitse Democratische Republiek |
| Polen                          | 64 - 60  | Roemenië                       |
| Spanje                         | 86 - 70  | Frankrijk                      |
| Finland                        | 83 - 79  | Spanje                         |
| Duitse Democratische Republiek | 61 - 62  | Tsjecho-Slowakije              |
| Polen                          | 98 - 65  | Frankrijk                      |
| Sovjet-Unie                    | 64 - 54  | Roemenië                       |
| Duitse Democratische Republiek | 91 - 85  | Spanje                         |
| Roemenië                       | 59 - 51  | Frankrijk                      |
| Polen                          | 68 - 54  | Finland                        |
| Sovjet-Unie                    | 96 - 56  | Tsjecho-Slowakije              |
| Duitse Democratische Republiek | 62 - 93  | Polen                          |
| Roemenië                       | 69 - 55  | Finland                        |
| Tsjecho-Slowakije              | 76 - 98  | Spanje                         |
| Sovjet-Unie                    | 77 - 59  | Frankrijk                      |
| Roemenië                       | 54 - 66  | Duitse Democratische Republiek |
| Frankrijk                      | 61 - 59  | Finland                        |
| Tsjecho-Slowakije              | 73 - 86  | Polen                          |
| Sovjet-Unie                    | 106 - 64 | Spanje                         |

## Finaleronde 1
In de eerste finaleronde speelden de nummers 1 van de ene groep tegen de nummers 2 van de andere, de nummers 3 van de ene groep tegen de nummers 4 van de andere, de nummers 5 van de ene groep tegen de nummers 6 van de andere en de nummers 7 van de ene groep tegen de nummers 8 van de andere.

### Groep A: Plaatsen 13 t/m 16
| Nederland | 58 - 71 | Finland |
| Frankrijk | 80 - 63 | Turkije |

### Groep B: Plaatsen 9 t/m 12
| Italië   | 66 - 70 | Tsjecho-Slowakije |
| Roemenië | 47 - 57 | Israël            |

### Groep C: Plaatsen 5 t/m 8
| Bulgarije                      | 102 - 70 | Spanje |
| Duitse Democratische Republiek | 81 - 53  | België |

### Groep D: Plaatsen 1 t/m 4
| Joegoslavië | 72 - 83 | Polen     |
| Sovjet-Unie | 89 - 51 | Hongarije |

## Finaleronde 2
In de tweede finaleronde kwamen de verliezers en winnaars per groep (van de eerste finaleronde) tegenover elkaar te staan.

### Wedstrijd om 15e plaats
| Turkije | 64 - 62 | Nederland |

### Wedstrijd om 13e plaats
| Frankrijk | 60 - 50 | Finland |

### Wedstrijd om 11e plaats
| Italië | 66 - 85 | Roemenië |

### Wedstrijd om 9e plaats
| Tsjecho-Slowakije | 58 - 60 | Israël |

### Wedstrijd om 7e plaats
| België | 83 - 86 | Spanje |

### Wedstrijd om 5e plaats
| Duitse Democratische Republiek | 62 - 77 | Bulgarije |

### Troostfinale
| Joegoslavië | 89 - 61 | Hongarije |

### Finale
| Polen | 45 - 61 | Sovjet-Unie |

| Eurobasket 1963 winnaar   |
| ------------------------- |
| Sovjet-Unie Zevende titel |